# Berliet RCMC
Le Berliet RCMC est un autorail léger construit par Berliet et livré à la régie départementale des chemins de fer et tramways électriques des Bouches-du-Rhône (BdR) en 1929. Il s'agit du second autorail livré par la maison Berliet aux BdR après le type AND construit en 1924.

## Commande
La régie exploite depuis 1924 un autorail Berliet AND. Sa fiabilité lors de sa mise en service ne donne pas entière satisfaction mais il est par la suite employé en service dominical entre Arles et Meyrargues après des réparations menées sur sa motorisation.
Devant le besoin de limiter les coûts d'exploitation et d'avoir une unité supplémentaire pour assurer les roulements, le conseil général des Bouches-du-Rhône entérine en mai 1928 l'acquisition auprès de Berliet d'un autorail type RCMC pour la somme de 275 000 francs. L'autorail est réceptionné en mars 1929.
Le Berliet RCMC est immatriculé EBCF 2 par la régie à sa réception en 1929 puis E 2 à la fermeture du service voyageur sur les lignes des BdR.

## Description et caractéristiques
La motorisation de l'autorail fait appel à un moteur à essence à six cylindres. Il développe une puissance de 100 ch à 1 600 tr/min. Dans les années 1950, le moteur est remplacé par un moteur Diesel Berliet MDZ d'une puissance de 150 ch à 1 500 tr/min.
La puissance motrice est transmise à l'essieu avant de l'autorail via un embrayage multidisque, une boîte de vitesses à quatre rapports et un inverseur de marche,. L'essieu moteur est enfin entraîné par chaîne Darbilly.

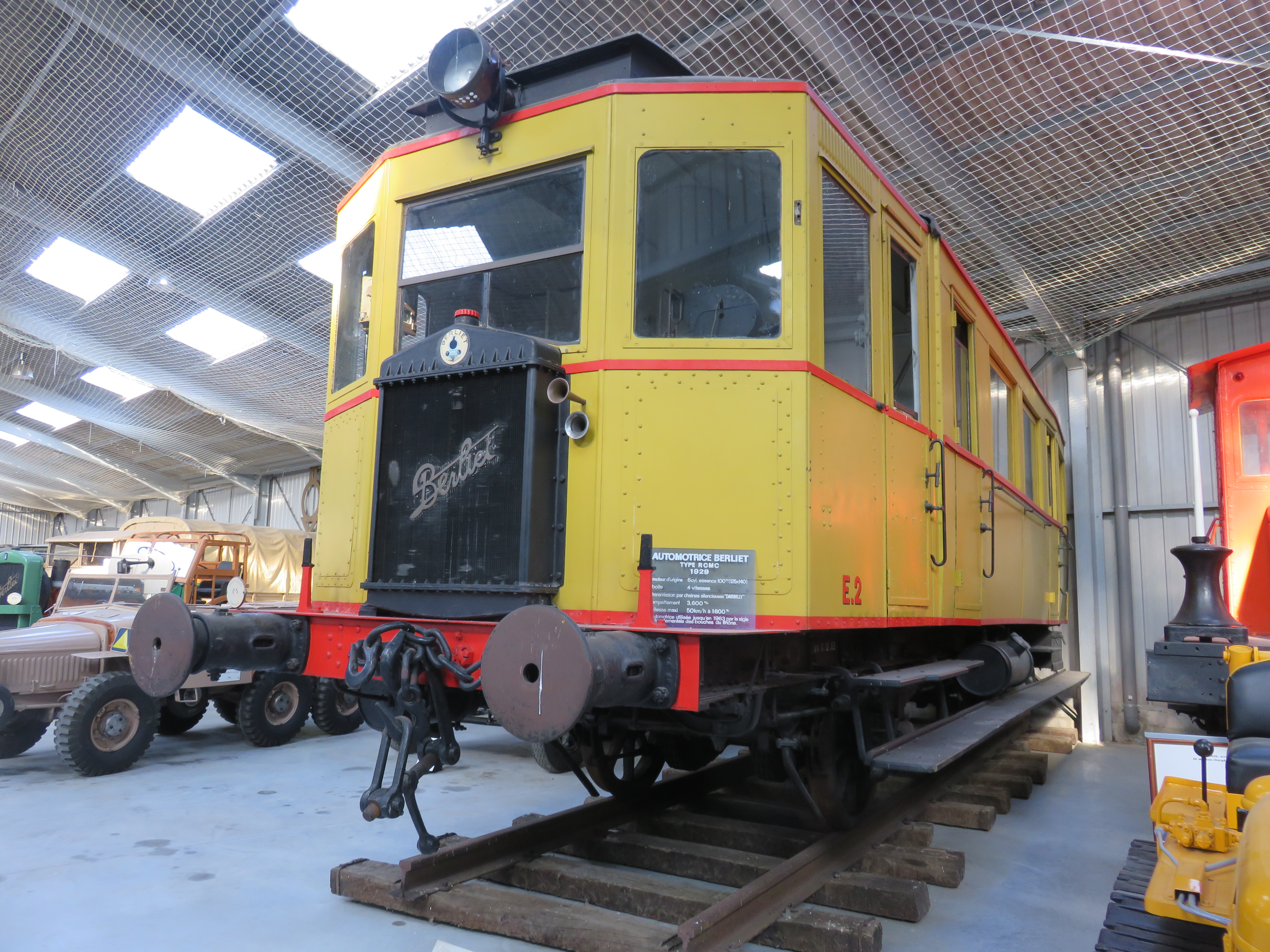
Vue de trois quarts avant de l'autorail.
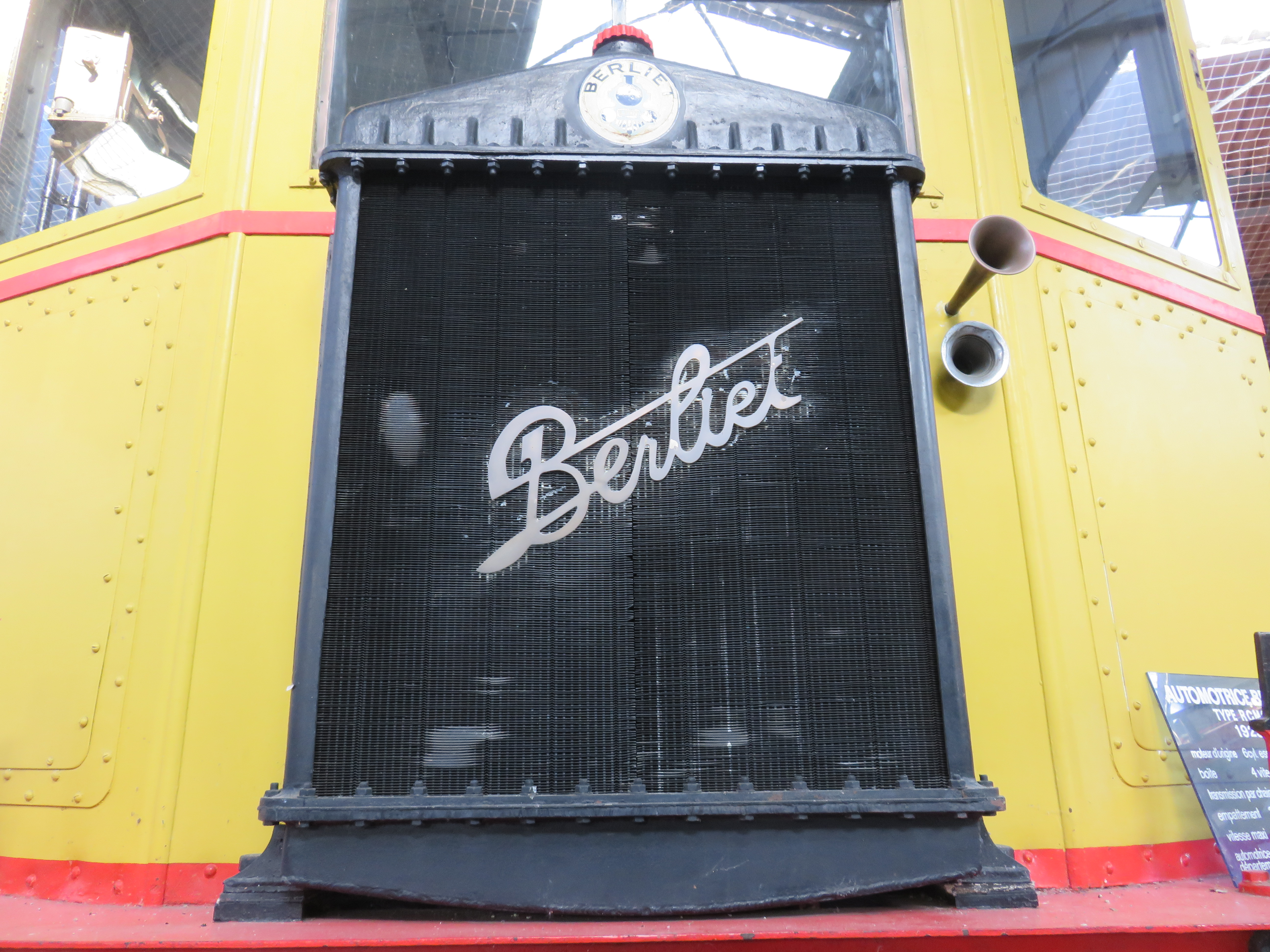
Calandre avec logos Berliet.

L'aménagement intérieur de l'autorail offre un compartiment de 2e classe de 9 places assises et un compartiment de 3e classe de 24 places assises et 22 places debout. Les sièges sont rembourrés et confortables, dans la tradition automobile de Berliet. L'éclairage des compartiments est électrique. Un compartiment postal complète l'aménagement intérieur.
Le type RCMC n'a qu'un seul poste de conduite et n'est donc pas réversible. Son empattement est de 3 600 mm ce qui permet en fin de parcours un retournement de l'autorail sur une petite plaque tournante afin d'assurer la desserte en sens inverse.
La vitesse maximale d'exploitation est de 50 km/h.

Livrées de l'autorail RCMC des BdR.
Livrée d'origine potentielle avec monogramme.
Livrée bleue et grise.
Livrée jaune avec liserés rouges.
Livrée jaune avec liserés rouges (état préservé)

Au cours de sa carrière, l'autorail RCMC a connu trois livrées différentes. La livrée d'origine est probablement verte et reprend le monogramme des BdR sur les flancs de la caisse. L'autorail est plus tard repeint avec une livrée bicolore avec bas de caisse bleu et haut de caisse gris clair,. À la fin de l'exploitation voyageur, le Berliet RCMC adopte la livrée jaune avec liserés rouge des locotracteurs Fauvet Girel tout juste réceptionnés par la régie. C'est sous cette livrée qu'il est actuellement préservé avec quelques petites variations par rapport à la livrée en exploitation.

## Services effectués
À sa livraison en 1929, l'autorail EBCF 2 est affecté en roulement avec l'autorail EBCF 1 à une desserte quotidienne entre Arles et Meyrargues via Eyguières avec une offre renforcée les jours de marché. Une petite remorque à deux essieux montée sur un ancien châssis de fourgon est construite pour être attelée à l'autorail.
Les deux autorails sont entretenus aux ateliers BdR d'Arles et de Salon-de-Provence où une remise leur est dédiée,,.
Le service voyageur ferme en 1933 sur la ligne d'Arles à Salon. Les deux autorails sont alors réaffectés aux navettes voyageurs entre Tarascon et Saint-Rémy-de-Provence. Ils sont parfois attelés à une voiture Armistice d'origine allemande. En novembre 1955, le trafic voyageurs est également supprimé sur la ligne. Les deux autorails assurent alors la traction des trains de fret en étant utilisés comme locotracteur pour tirer quelques wagons. Le trafic est notamment composé de trains de primeurs, mais les autorails prennent également en charge des petits colis voire quelques voyageurs.
Étant de moins en moins utilisés au milieu des années 1960, les deux autorails sont mis en réserve fin 1965 et sont finalement radiés en 1968. Ils sont remplacés dans leurs tâches par les nouveaux locotracteurs Fauvet Girel reçus par la régie.

## Préservation
Après avoir été conservé après sa radiation par l'AMTUIR à Saint-Mandé jusqu'en 2001, l'autorail fait désormais partie de la collection de la fondation de l'Automobile Marius-Berliet. Il s'agit du seul autorail Berliet préservé.